# Mahamoudou Kéré
Mahamoudou Kéré (Ouagadougou, 2 gennaio 1982) è un ex calciatore burkinabé, di ruolo difensore.